# Пейс (Міссісіпі)
Пейс (англ. Pace) — місто (англ. town) в США, в окрузі Болівар штату Міссісіпі. Населення — 183 особи (2020).

## Географія
Пейс розташований за координатами 33°47′32″ пн. ш. 90°51′33″ зх. д. / 33.79222° пн. ш. 90.85917° зх. д. (33.792246, -90.859140).  За даними Бюро перепису населення США в 2010 році місто мало площу 0,41 км², з яких 0,40 км² — суходіл та 0,02 км² — водойми.

## Демографія
Згідно з переписом 2010 року, у місті мешкали 274 особи в 102 домогосподарствах у складі 71 родини. Густота населення становила 664 особи/км².  Було 109 помешкань (264/км²).
Расовий склад населення:
| - 82,5 % — чорних або афроамериканців - 16,4 % — білих - 0,4 % — корінних американців |

До двох чи більше рас належало 0,7 %. Частка іспаномовних становила 0,4 % від усіх жителів.
За віковим діапазоном населення розподілялося таким чином: 20,1 % — особи молодші 18 років, 69,7 % — особи у віці 18—64 років, 10,2 % — особи у віці 65 років та старші. Медіана віку мешканця становила 42,1 року. На 100 осіб жіночої статі у місті припадало 82,7 чоловіків;  на 100 жінок у віці від 18 років та старших — 92,1 чоловіків також старших 18 років.
Середній дохід на одне домашнє господарство  становив 52 636 доларів США (медіана — 33 125), а середній дохід на одну сім'ю — 69 708 доларів (медіана — 56 667). За межею бідності перебувало 20,1 % осіб, у тому числі 31,3 % дітей у віці до 18 років та 12,5 % осіб у віці 65 років та старших.
Цивільне працевлаштоване населення становило 82 особи. Основні галузі зайнятості: освіта, охорона здоров'я та соціальна допомога — 31,7 %, виробництво — 25,6 %, роздрібна торгівля — 14,6 %, сільське господарство, лісництво, риболовля — 13,4 %.